# Брон, Захар Нухимович
Заха́р Ну́химович Брон (род. 17 декабря 1947, Уральск, Казахская ССР) — советский и немецкий скрипач и музыкальный педагог.
Заслуженный деятель искусств РСФСР (1985), Народный артист РФ (2001), кавалер ордена «За заслуги перед Федеративной Республикой Германия».

## Биография
Родился в семье Нухима Залмановича Брона, эвакуированного с оборонным заводом в Уральск из бессарабского местечка Романовка в начале Великой Отечественной войны. Учился скрипичному мастерству в Одессе в Музыкальной школе им. Столярского в классе Артура Зиссермана, затем в Московском училище имени Гнесиных в классе Бориса Гольдштейна, c 1966 года в Московской консерватории в классе Игоря Ойстраха, по окончании которого (1971) остался в консерватории ассистентом. Участвовал в значительных международных конкурсах, в 1977 году получил третью премию Международного конкурса скрипачей имени Венявского.
Основные достижения Брона связаны, однако, с его педагогической деятельностью, начавшейся в 1974 году в Новосибирской консерватории им. Глинки. Одними из первых учеников Брона были Дэниэл Хоуп и Вадим Репин, уже в 1982 году в 11-летнем возрасте выигравший юношеский конкурс скрипачей имени Венявского в Люблине, а семью годами позже одержавший победу на Конкурсе имени королевы Елизаветы.
В 1989 году Захар Брон вместе с семьей и учениками — Вадимом Репиным, Максимом Венгеровым, Николаем Мадоевым и Натальей Прищепенко — переехал в Германию (Любек), где получил предложение занять должность профессора Любекской высшей школы музыки (консерватории). Среди учеников — Вадим Глузман и Дэвид Гарретт.
С 1997 года З. Брон — профессор Высшей школы музыки в Кёльне. С 2002 года — профессор Цюрихской высшей школы музыки.
Захар Брон работает, главным образом, в Западной Европе, а также Японии; он является также профессором королевских академий Лондона и Мадрида, Роттердама, Кронбергской музыкальной академии; почетный профессор консерваторий Японии, Польши, Болгарии и других. В 2010 году З. Брон основал в Швейцарии собственную школу для музыкально одаренных детей.
Основное место жительства — Цюрих, Швейцария.
Сын, виолончелист Даниил Брон, окончил Московскую консерваторию по классу профессора Натальи Шаховской.

## Награды и премии
- Кавалер ордена «За заслуги перед Федеративной Республикой Германия».
- Народный артист РФ (2001)[2].
- Заслуженный деятель искусств РСФСР (1985).
- Лауреат конкурса Королевы Елизаветы (Брюссель, 1971)[4]
- Лауреат Международного конкурса им. Венявского (Познань, 1977)
- Председатель жюри Международного конкурса скрипачей им. Венявского (Люблин)
- Председатель жюри Международного конкурса юных скрипачей в Новосибирске
- Председатель жюри Международного конкурса скрипачей им. Давида Ойстраха (Одесса)
- Член жюри Конкурса скрипачей им. Карла Флеша

## Фильмография
- Документальный фильм «Solisten — Der harte Weg der Meisterschüler» (авторы Michael Busse, Maria-Rosa Bobbi) длит. 45 мин. См. на нём. TV-канале WDR (недоступная ссылка). См. также на YouTube